# اسوند بوردزن
اسوند بوردزن (آلمانی: Svend Brodersen؛ زادهٔ ۲۲ مارس ۱۹۹۷) بازیکن فوتبال اهل آلمان است که در پست دروازه‌بان برای باشگاه فوتبال سن پائولی بازی می‌کند.
وی همچنین در تیم‌های ملی فوتبال زیر ۲۰ سال آلمان و زیر ۲۱ سال آلمان بازی کرده‌است.